# Borszörcsök
Borszörcsök is een plaats (község) en gemeente in het Hongaarse comitaat Veszprém. Borszörcsök telt 405 inwoners (2001).